# Marie Battu
Maria Anne Sophie Battu (30 mai 1837 – 12 juin 1919) est une soprano française célèbre pour la création du rôle d'Inès dans le grand opéra de Meyerbeer, L'Africaine.

## Formation et carrière
Marie Battu est la fille de Pantaléon Battu, violoniste, compositeur et chef assistant à l'Opéra de Paris et la sœur de Léon Battu, auteur de nombreux livrets et spectacles théâtraux.
Elle étudie le chant avec Gilbert Duprez. Elle aurait eu, dit on, l'avantage, et l'honneur, de recevoir les conseils de Rossini. Jeune artiste, elle commence sa carrière en remportant de vifs succès dans les tournées de concerts qu'elle fait en France et à l'étranger en compagnie des plus illustres virtuoses de son temps : Henri Vieuxtemps, Camillo Sivori, Adrien-François Servais, Léon Jacquard, Vincenzo Sighicelli.
Elle fait ses débuts au Théâtre des Italiens à Paris en 1860, dans le rôle d'Amina dans La Sonnambula de Vincenzo Bellini. Pendant quatre saisons, elle se fait apprécier en qualité de soprano sfogato (en), c'est-à-dire soprano élevé, léger. Elle apparaît dans des opéras à Londres, à Paris et à Baden-Baden, dans des œuvres de Verdi, Donizetti, Rossini et Meyerbeer. Elle donne également de nombreux concerts dans de nombreuses villes européennes. 
Marie Battu fait ses débuts le 28 décembre 1863, à l'Opéra de Paris dans une reprise de Moïse et Pharaon de Rossini.  L'année suivante, elle créé le rôle d'Inès dans L'Africaine, l'opéra posthume de Meyerbeer, sur la même scène, elle incarne aussi le personnage de Sélika. Dans Robert le Diable, elle interprète le rôle d'Alice après celui d'Isabelle. Elle apparaît plus tard à l'Opéra dans le rôle de  Mathilde dans Guillaume Tell, la reine dans Les Huguenots, et Zerline dans Don Juan, dans La Juive.
Les succès qu'elle obtient à l'Opéra, font qu'elle est choisie pour prendre part aux exécutions musicales données au Palais des Tuileries. Ces concerts réunissaient les noms des plus grands artistes de l'Académie impériale de musique et du Théâtre-Italien. L'Impératrice Eugénie aurait, selon Le Ménestrel, beaucoup de sympathie pour Marie Battu et lui offre à chacun des concerts, le programme sur satin imprimé pour la souveraine. Un de plus beaux succès est celui qu'elle doit à son interprétation d'Alceste de Gluck, lors de la reprise de ce chef-d'œuvre, en 1866. Une lettre d'Hector Berlioz, après la deuxième représentation, lui dit : 
« Je vous salue, Marie pleine de grâces, mais pleine aussi de noblesse, de force, de tendresse et de passion. L'Art est immortel ! Une tragédienne lyrique nous est née ! »
— Hector Berlioz, 18 octobre 1866.
En 1870, Marietta Alboni, Marie Battu, Giovanni Sbriglia et Romani chante, en tournée en Europe, la version orchestrale de la Petite messe solennelle de Rossini.
Elle apparaît encore une fois à l'Opéra-Comique, dans le rôle de la comtesse dans Les Noces de Figaro en février 1872, et se retire de la scène, l'année d'après.
Le samedi 27 mars 1875, Marie Battu chante  à Paris à la salle Pleyel en compagnie de Marie Trélat, et Pablo de Sarasate, violon, ainsi que Alfred Louis Guillaume Turban (1847-1896), violon alto et Camille Saint-Saëns au piano pour le 45ème concert de la Société nationale de musique
Marie Battu épouse, en 1884, Dominique Lablache, fils de la star de l'opéra, la basse Luigi Lablache.